# Семигорьевское сельское поселение
Семигорьевское сельское поселение — бывшее муниципальное образование в Вичугском муниципальном районе Ивановской области. 15 июня 2010 года в результате слияний вошло вместе с Марфинским и Чертовищенским поселениями в состав Сунженского сельского поселения
Состояло из деревень: Абабково, Анкино, Борутиха, Борщевка, Васьково, Глухово, Гридинская, Заболотье, Избищи, Кадыево, Карабаново, Клиновец, Красные Горы, Кузнецово, Кученево, Лемешиха, Луховец, Насакино, Никулино, Семигорье, Скоморошки, Стрелка, Райково, Шалдово, Сунжа.
Административный центр — д. Семигорье. Расстояние до районного центра — города Вичуга — 26 км.
Образовано в соответствие с законом Ивановской области от 11 января 2018 года № 4-ОЗ «О городских и сельских поселениях в муниципальных районах».

## Описание границ
(в ред. Закона Ивановской области от 12.10.2005 N 124-ОЗ)
Граница Семигорьевского сельского поселения начинается на западе со смежества 50 и 9 кв. Гослесфонда и совпадает с границей Приволжского и Вичугского муниципальных районов до реки Волги, проходит на севере по фарватеру реки Волги, по границе с Заволжским городским округом до городского поселения Каменка. Далее идет вверх по течению реки Сунжа, огибает городское поселение Каменка с юга и запада и выходит к реке Волге у деревни Шалдово, проходит по фарватеру реки Волги до смежной границы Кинешемского и Вичугского муниципальных районов, проходит по их смежной границе до смежества 28 и 27 кв. Каменского лесничества. Проходит на юг по смежной границе 30 и 27 кв., 32 и 126 кв., 34 кв. и МУСП «Семигорье» по смежеству 34 кв. Каменского лесничества, 44, 47 кв. Вичугского лесхоза и МУСП «Семигорье», КСП «Восток» и МУСП «Семигорье», 74, 75 кв. Гослесфонда и МУСП «Семигорье» до Новописцовского городского поселения, пересекает автодорогу Вичуга — Каменка, огибает городское поселение Новописцово с севера и идет по фарватеру реки Сунжа до смежества 89, 87 кв. Каменского лесничества и МУСП «Семигорье». Далее граница совпадает с границей Золотиловского сельского поселения, возвращаясь в начало отсчета.